# Östergötlands länsförbund av Föreningen för kvinnans politiska rösträtt
Östergötlands länsförbund av Föreningen för kvinnans politiska rösträtt, även kallad Östergötlands länsförbund eller Östergötlands länsförbund av F. K. P. R., var Östergötlands läns förbund inom Landsföreningen för kvinnans politiska rösträtt (LKPR). Förbundet bildades 1908 och var verksam  i Östergötland för införandet av kvinnors rösträtt i Sverige.

## Historik
Östergötlands länsförbund av Föreningen för kvinnans politiska rösträtt bildades 23 februari 1908. Förbundet bestod vid bildandet av Föreningen för kvinnans politiska rösträtt i Norrköping, Föreningen för kvinnans politiska rösträtt i Linköping och Föreningen för kvinnans politiska rösträtt i Söderköping. Under 1910 anordnade föreningen en föreläsningsturné i länet med fröken Elin Rydberg, som inte blev av på grund av sjukdom. Under april och maj månader 1915 anordnande förbundet Bergman-Östbergska samhällskurser i Östergötland, vilka leddes av Emma Aulin.

## Föreningar
- Föreningen för kvinnans politiska rösträtt i Norrköping
- Föreningen för kvinnans politiska rösträtt i Linköping
- Föreningen för kvinnans politiska rösträtt i Söderköping
- Föreningen för kvinnans politiska rösträtt i Åtvidaberg

## Styrelse

### Ordförande
- 1908-1911: Jenny Wallerstedt
- 1911-1912: Anna-Clara Romanus-Alfvén
- 1912–1913: I. Ek
- 1913–1915: Jenny Wallerstedt
- 1916–1919: Margit Holmgren-Ekman
- 1920: Signe Thörnqvist

### Vice ordförande
- 1912: Ada Arvedson

### Arbetsutskott
- 1917: Ester Röhl, ordförande
- 1917: Signe Thörnqvist, sekreterare
- 1917: Elli Wijkmark, kassaförvaltare